# 24135 Lisann
24135 Lisann là một tiểu hành tinh vành đai chính với chu kỳ quỹ đạo là 1561.4383710 ngày (4.27 năm).
Nó được phát hiện ngày 4 tháng 11 năm 1999.